# La Librairie du XXIe siècle
La Librairie du XXIe siècle est une collection de livres des Éditions du Seuil fondée et dirigée par l’archéologue et anthropologue Maurice Olender. Elle présente la particularité d’accueillir des écrivains, des poètes et des chercheurs en sciences humaines.
Après le décès de Maurice Olender en octobre 2022, elle est dirigée par Christine Marcandier, nommée en août 2023.

## Historique
Arrivé à Paris, historien à l’École des hautes études en sciences sociales (EHESS), Maurice Olender crée en 1985 chez Hachette la collection  « Textes du XXe siècle »,.
En 1989, il poursuit son travail d’éditeur aux Éditions du Seuil, où il fonde la collection « La Librairie du XXe siècle ». Il commence par demander des livres à « des amis et des collègues » de l’EHESS, parmi lesquels l’helléniste Nicole Loraux et l’anthropologue Marc Augé. Avec le changement de siècle, la collection devient en 2001 « La Librairie du XXIe siècle ».
En 2017, la collection comptait 215 titres publiés. En 2019, elle comptait 230 titres et 800 traductions dans une quarantaine de langues.
En 2019, la collection fête ses 30 ans. À cette occasion, Olender précise que sa collection repose sur non sur le pouvoir éditorial, mais sur « l’autorité de l’auteur ». En 2021, il déclare qu’il « rêvait de publier des livres qui ne soient pas marqués par la date de leur publication ». Le catalogue des trente ans de la collection peut être feuilleté en ligne ici. On y retrouve les titres publiés dans la collection année par année et, aux pages 252-267, quelques archives jalonnant son histoire. Le texte introductif signé Maurice Olender précise que, créée sur le modèle de la Librairie de Montaigne qui proposait une ouverture sur le monde, la collection veut s'inscrire dans un "projet de culture générale" et de "livres pour notre temps".
Parmi les auteurs les plus présents dans la collection, on compte la romancière Lydia Flem (13 ouvrages), l’écrivain Georges Perec (12), l’anthropologue Marc Augé (8), l’anthropologue Claude Lévi-Strauss (7), le poète Paul Celan (6), l’écrivain Daniele Del Giudice (6), l’historien Michel Pastoureau (6), l’historien Ivan Jablonka (6), le philosophe Jacques Rancière (6), l’écrivain Alain Fleischer (4) et le philosophe Jean Starobinski (4).

## Distinctions
Des ouvrages publiés dans la collection ont reçu de nombreux prix historiques ou littéraires, notamment :
- en 2005, le Prix Eugène-Schmits pour Panique de Lydia Flem[8]
- en 2006, le Prix Georges-Dumézil de l’Académie française pour L’accent, une langue fantôme d’Alain Fleischer[9]
- en 2009, le Prix Femina essai pour Histoire de chambres de Michelle Perrot[10]
- en 2010, le Prix Médicis essai et le Prix France Télévisions essai pour La Couleur de nos souvenirs de Michel Pastoureau[11]
- en 2012, le Prix Guizot de l’Académie française et le Prix du Sénat du livre d'histoire pour Histoire des grands-parents que je n'ai pas eus d’Ivan Jablonka[12],[13]
- en 2015, le Prix Médicis essai pour Sauve qui peut la vie de Nicole Lapierre[14]
- en 2015, le prix Reina-Sofía pour Ni plus ni moins d’Ida Vitale[15]
- en 2016, le Prix littéraire du Monde, le prix Médicis et le Prix des Prix pour Laëtitia ou la fin des hommes d’Ivan Jablonka[16],[17],[18].
- en 2017, le Prix des Savoirs pour Les Bords de la fiction de Jacques Rancière[19]
- en 2018, le Prix France Télévisions essai pour En camping-car d’Ivan Jablonka[20]
- en 2019, le Prix du jury du prix des Libraires et le Prix des lecteurs L'Express/BFM TV pour La Plus Précieuse des marchandises de Jean-Claude Grumberg[21].
- en 2021, le Prix littéraire du Monde pour Jacqueline Jacqueline de Jean-Claude Grumberg[22].

## Liste des auteurs (non exhaustive)
- Sylviane Agacinski
- Henri Atlan
- Yves Bonnefoy
- Italo Calvino
- Luc Dardenne
- Michel Deguy
- Florence Delay
- Daniele Del Giudice
- Jean-Paul Demoule
- Marcel Detienne
- Milad Doueihi
- Rachel Ertel
- Arlette Farge
- Alain Fleischer
- Lydia Flem
- Hélène Giannecchini
- Jack Goody
- Jean-Claude Grumberg
- Ivan Jablonka
- Nicole Lapierre
- Marc de Launay
- Jacques Le Goff
- Claude Lévi-Strauss
- Nicole Loraux
- Michel Pastoureau
- Vincent Peillon
- Georges Perec
- Cristina Peri Rossi
- Catherine Perret
- Michelle Perrot
- Denis Podalydès
- Jacques Rancière
- Jacques Roubaud
- Jean-Claude Schmitt
- Alain Schnapp
- Jean Starobinski
- Antonio Tabucchi
- César Vallejo
- Jean-Pierre Vernant
- Nathan Wachtel